# 우젠런

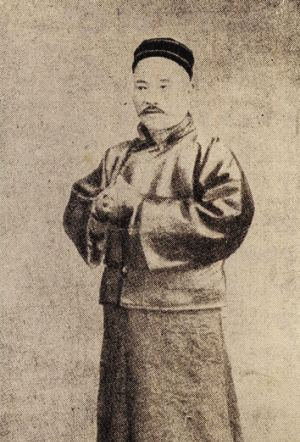

우젠런(吳趼人, 본명: 우워야오/吳沃堯, 1866년 ∼ 1910년)은 청기 말 중국의 소설 작가이다. 호는 젠런(繭人)이었는데, 이 ‘젠(繭)’을 ‘젠(趼)’으로 고쳐 자신의 필명으로 삼았다.
1866년 중국 광둥(廣東)에서 태어났다. 1882년 17세 때 부친이 사망하자 그는 상하이로 와 군수공장에서 일을 한다. 이때의 경험들은 그의 소설에 반영되기도 했다. 이후 소품들을 신문에 간혹 기고하기도 했지만 그가 본격적으로 소설을 집필한 것은 량치차오(梁啓超)가 “소설계 혁명(小說界革命)”을 제기하고 일본에서 ≪신소설≫ 잡지를 창간한 1902년 36세 때부터였다. 그는 ≪신소설≫에 소설을 투고하기도 하고 일본으로 건너가기도 했다.
그는 열정적이고 강직한 성품의 소유자로 늘 가슴 속에 정의로운 사회를 실현하고자 하는 열망을 갖고 있었다. 그는 당시 청나라 말의 무능한 정치, 부패한 관리, 사회의 부도덕한 현상, 제국주의의 침략, 맹목적인 외국 사상의 수용에 대해 비판했다. 그는 이러한 시대적 비판 의식을 그의 소설을 통해 세상에 알리고자 했고, 소설을 통해 사회를 변혁하고자 했다. 만년에는 세상에 대한 염세적인 태도를 표현해 비극적인 색채가 농후한 소설을 발표하기도 했다.
그는 장편소설과 단편소설을 합쳐 모두 30여 종의 작품을 창작했다. 그의 작품은 대부분 소설을 통해 사회를 비판하고 시대를 변혁하고자 하는 내용을 표현하고 있다. 대표적인 작품으로는 만청 4대 견책소설의 하나인 ≪20년간 내가 목격한 괴이한 일들(二十年目睹之怪現狀)≫(1910)이 있다.